# Station Szczawno Zdrój
Station Szczawno Zdrój is een spoorwegstation in de Poolse plaats Szczawno-Zdrój.